# 北美白橡
北美白橡為壳斗科栎属的一種廣泛分佈於北美洲東部和中部的硬木，其种加词“alba”意为“白色的”。北美白橡擁有十分長久的壽命，最長壽的個體已有600多年歷史。原產於北美洲東部和中部，分佈北界至明尼蘇達州、安大略省、魁北克省和緬因州南部，南界至佛羅里達州北部和德克薩斯州東部。
北美白橡得名於加工完成的木材顏色，而僅帶有白色樹皮的樣本是非常不常見的，通常樹皮的顏色是淺灰色。在森林中，它可以高度可達到十分高聳，最終，它會發展成擁有大型枝幹及巨大樹冠層的植株。

## 描述
北美白橡成熟時通常會達到80至100英尺（24–30公尺）的高度，並因平行地面生長的枝幹使得其樹冠層十分龐大。森林中生長的植株將比空曠地區的植株高聳，而空曠地區的樹木則較矮及寬。已知最高個體是西維吉尼亞州的明戈橡樹，樹高145英尺(約44.2公尺)，已在1938年死於燃燒煤渣產生的廢氣 ；然而它與尋常的北美白橡一樣寬。該樹種在高海拔地區可能生長為小型灌木叢。
北美白橡可以生存200到300年，其中一些長壽的個體也廣為人知，如馬里蘭州懷米爾斯（Wye Mills）的懷橡樹（Wye Oak），已於2002年在雷暴中遭擊倒，據估計已有450多年的歷史；而紐澤西州巴斯金里奇 (新澤西州)的老橡樹，估計已有600多年的歷史，據說為美國最古老的橡木，該樹的根部圓周長25英尺（7.6公尺）、底部樹幹圓周長16英尺（4.9公尺）、離地樹幹圓周4英尺（1.2公尺）、高75英尺（23公尺），其樹冠兩側最遠達125英尺（38公尺），然而2010年代中期開始該植株的健康狀況每況愈下，最終於2016年去世並於隔年砍倒已死亡的樹幹。
成熟期大約在20年左右，但該樹直到其第50年才會生長出大量的橡子，而且每年的數量都不同。橡子成熟後迅速變質，六個月大的種子發芽率僅為10％。由於橡子是昆蟲和其他動物的主要食物，在橡子產量少的年度，橡子可能會被動物全部消耗掉，而沒有一顆發芽成長為新樹。

### 樹皮、木材和樹葉
北美白橡樹皮呈淺灰色或從深灰色到白色不等，樹皮在樹幹生長時容易稍微偏斜形成重疊的鱗片淺裂，並且可從頂部、底部和側面脫落，這些鱗片很容易被發現並有助於識別。嫩枝先是鮮綠色，後來是紅綠色，最後是淺灰色。北美白橡的木材為淺褐色而邊材顏色較淺，具有堅固強韌、沉重耐用及顆粒細的特點，比重0.7470; 一立方英尺的重量為46.35磅，一立方米的重量為770公斤。
葉子為倒卵形或長圓形以互生生長，五到九英寸(13到23公分)長，三到四英寸(7至11.4公分)寬，並表面上具有深綠色的光澤，通常在秋天變成紅色或棕色，但根據氣候、地點和個別樹木遺傳的不同而有所差異；植株在冬季到早春，樹上都會殘留一些褐色的枯葉。樹葉的裂深七到九裂而通常七裂，具圓形裂片和圓形突出，突出有時很深呈分支狀，有時很淺而延伸不到中脈的一半。在幼樹上，葉子經常遠離主幹；它們從芽體中長出，上面是鮮紅色，下面是淡紅色，並被白色絨毛覆蓋，之後紅色會迅速消失，變成銀綠色帶有白色光澤。完全成長後，它們呈薄片狀，亮黃綠色，上部為有光澤或暗淡的，下部是光滑的淺白色。中央葉脈黃色且粗壯，而主葉脈則十分明顯。在深秋時，植株的樹葉將轉變為深紅色並掉落，而幼年植株的樹葉將持續生長在枝幹上並度過整個冬季。在春季，幼葉呈細膩的銀粉紅色並覆蓋著柔軟的毯子狀絨毛，葉子柔軟為淺綠色具有短小的葉柄，簇生在枝條末端，使整棵樹看起來有如覆蓋著霧霜。北美白橡的葉柄外觀粗短扁平，具有開槽；托葉呈線形且多為早落；冬芽為紅褐色鈍角，長度約八分之一英寸(3.18毫米)。

### 花與橡子
北美白橡的於五月開花，約為葉子的三分之一長，雌雄同體異花。雄花為5至10公分長鬆散下垂的黃綠色花序，而花藥為黃色。花萼有絨毛為鮮黃色，呈現六到八裂而裂片比雄蕊短。雌花生於短的花序梗上，整體為帶紅色的有毛鱗且具有尖銳的萼裂片，而柱頭為鮮紅色。
橡子為淺棕色具有光澤，整體成卵球或長圓形通常無梗，長度約四分之三到一英寸(1.9至2.5公分)長，一年生常於10月初掉落；彀斗為圓形，約佔橡子的四分之一，外面是絨毛，基部具結節，鱗片具短鈍角，朝向邊緣變小、變薄。白橡組橡子（指北美白橡及其所有近親）為地下型萌發，未經任何處理即可輕鬆發芽，在大多數情況下，於秋天長根發芽，次年春天長出莖葉。橡子只需要一個季節即可生長，而北美红橡Quercus rubra則需要兩年才能成熟。

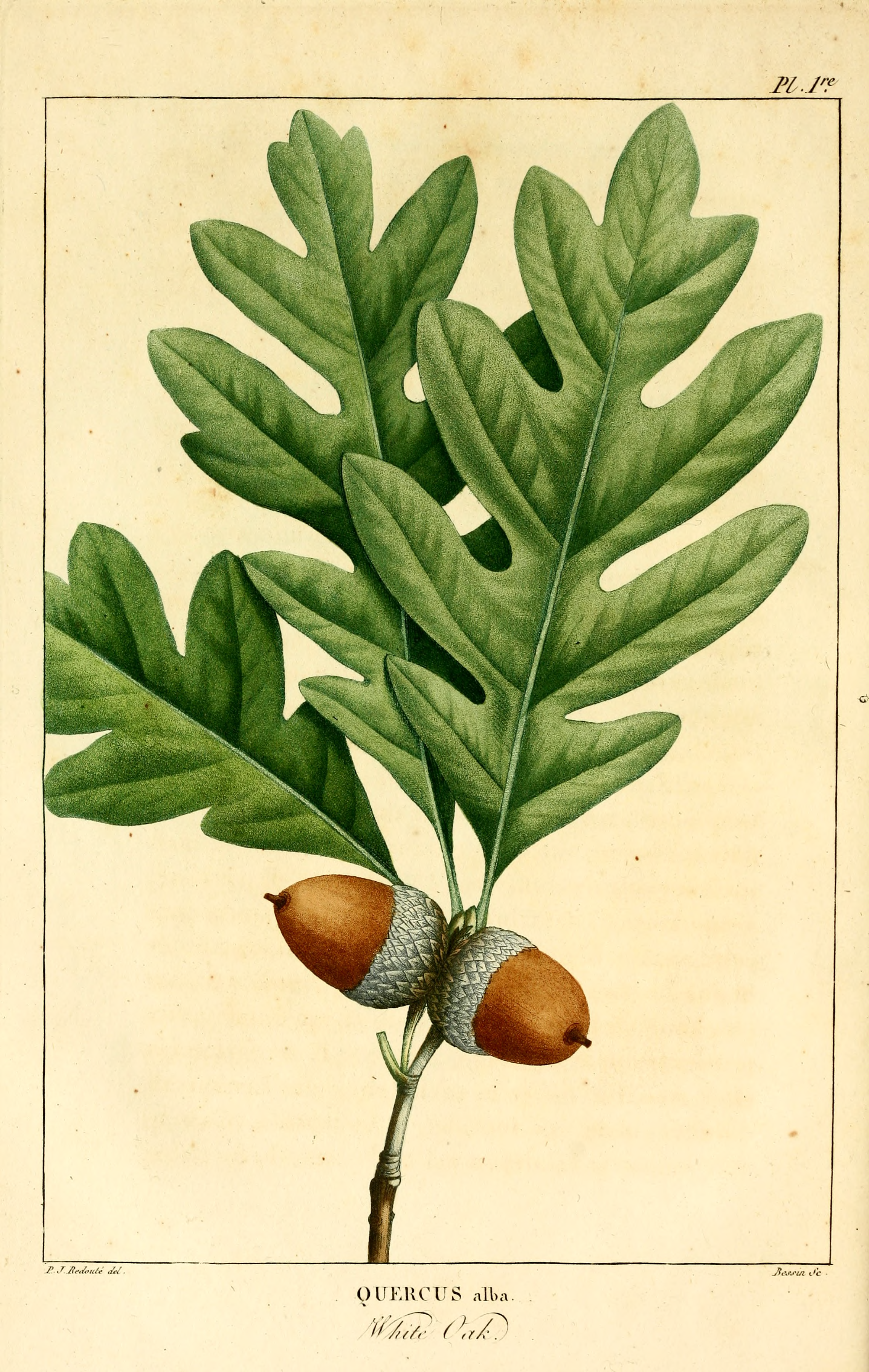
北美白橡歷史插圖(版1,1812)
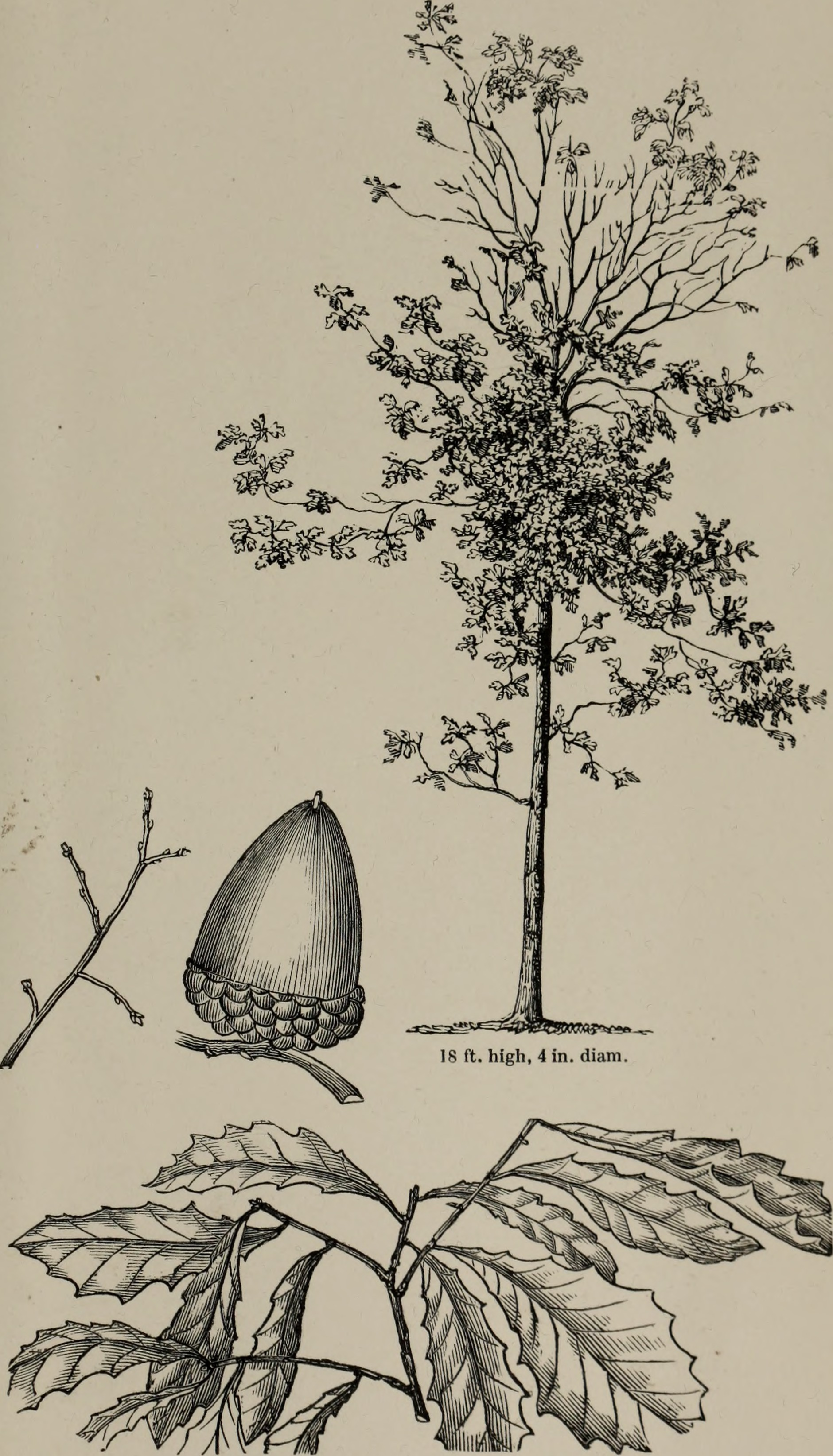
北美白橡特徵手繪
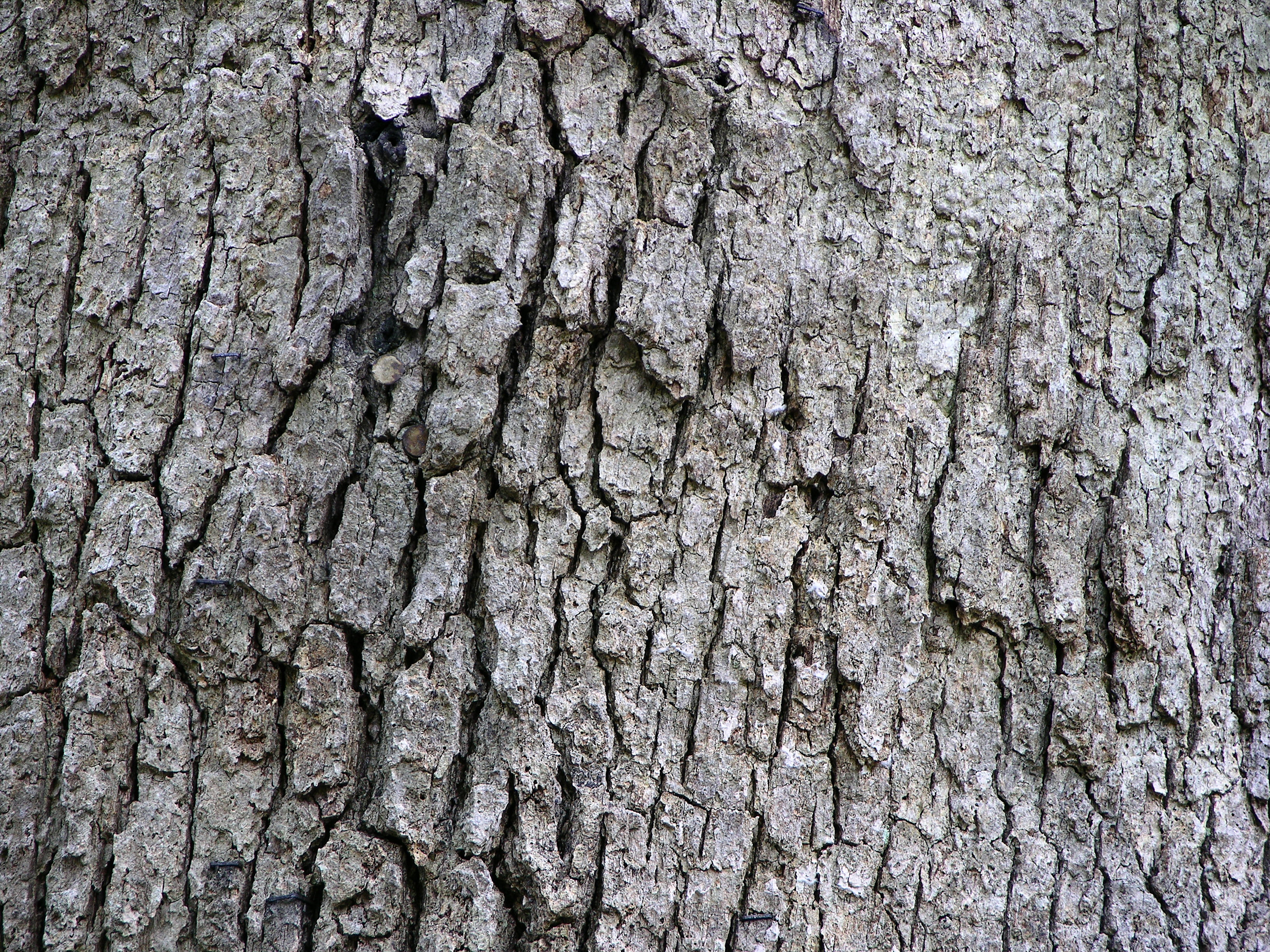
北美白橡的樹皮
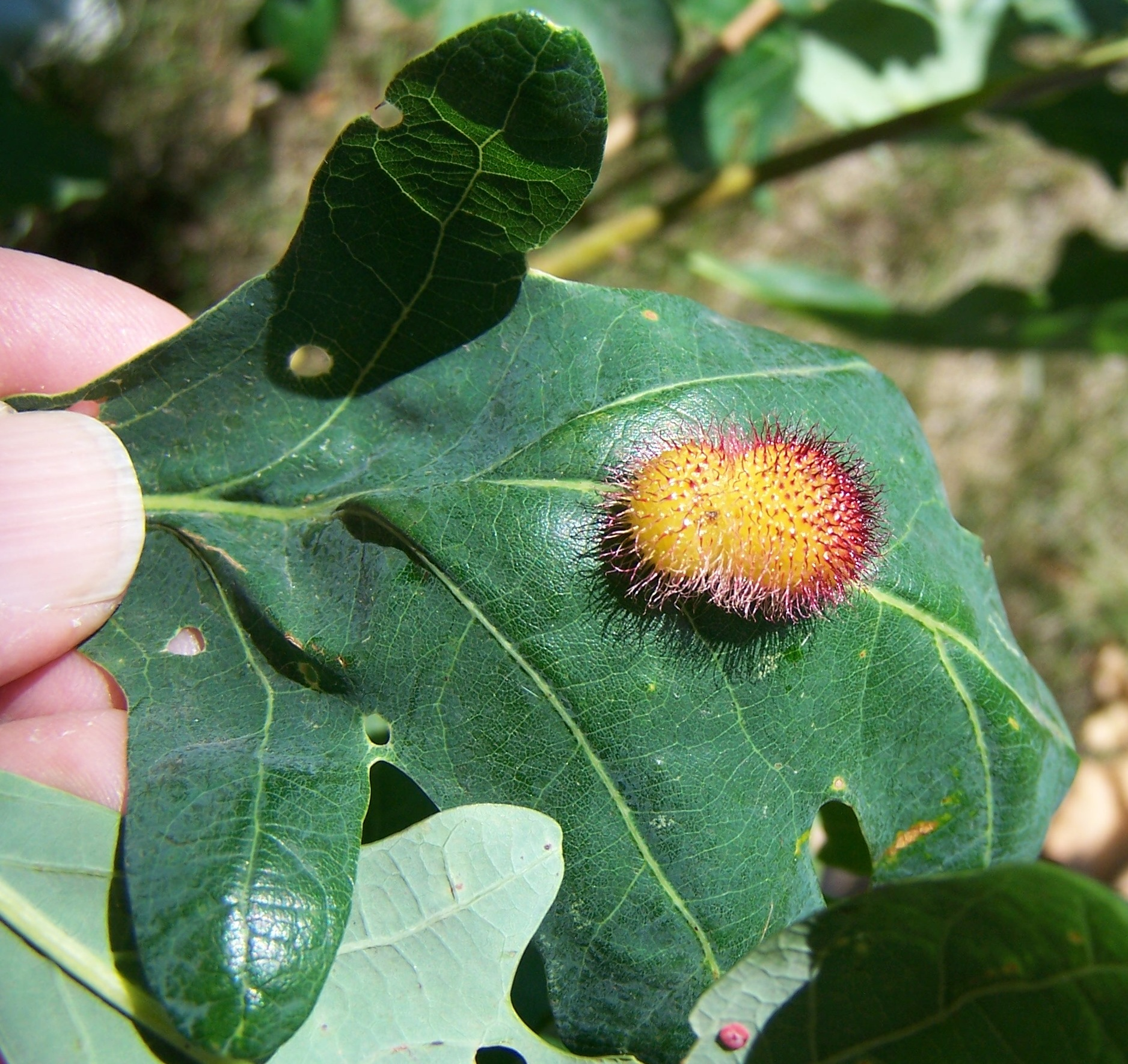
在北美白橡上的癭蜂蟲癭
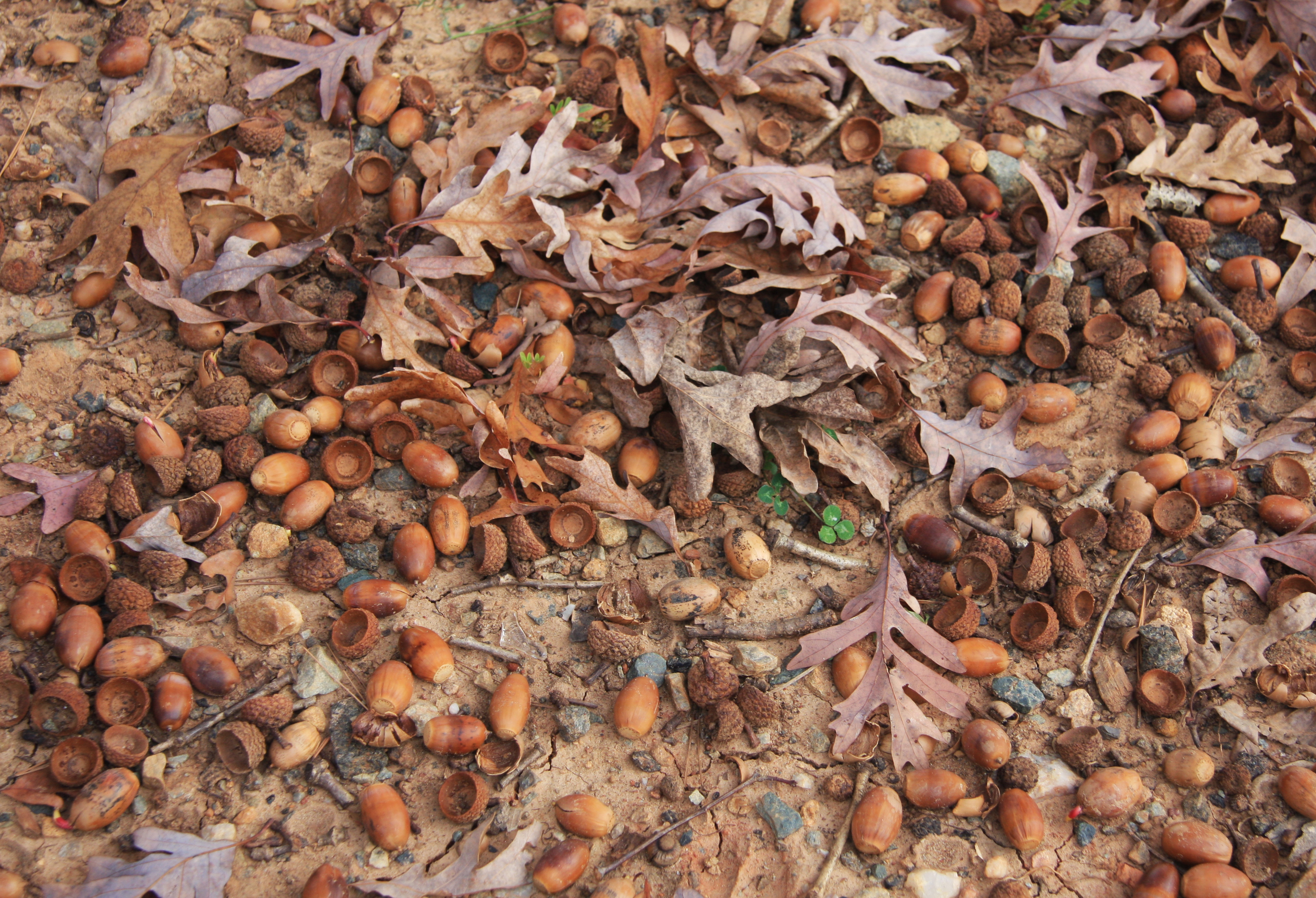
掉落於樹下的橡子
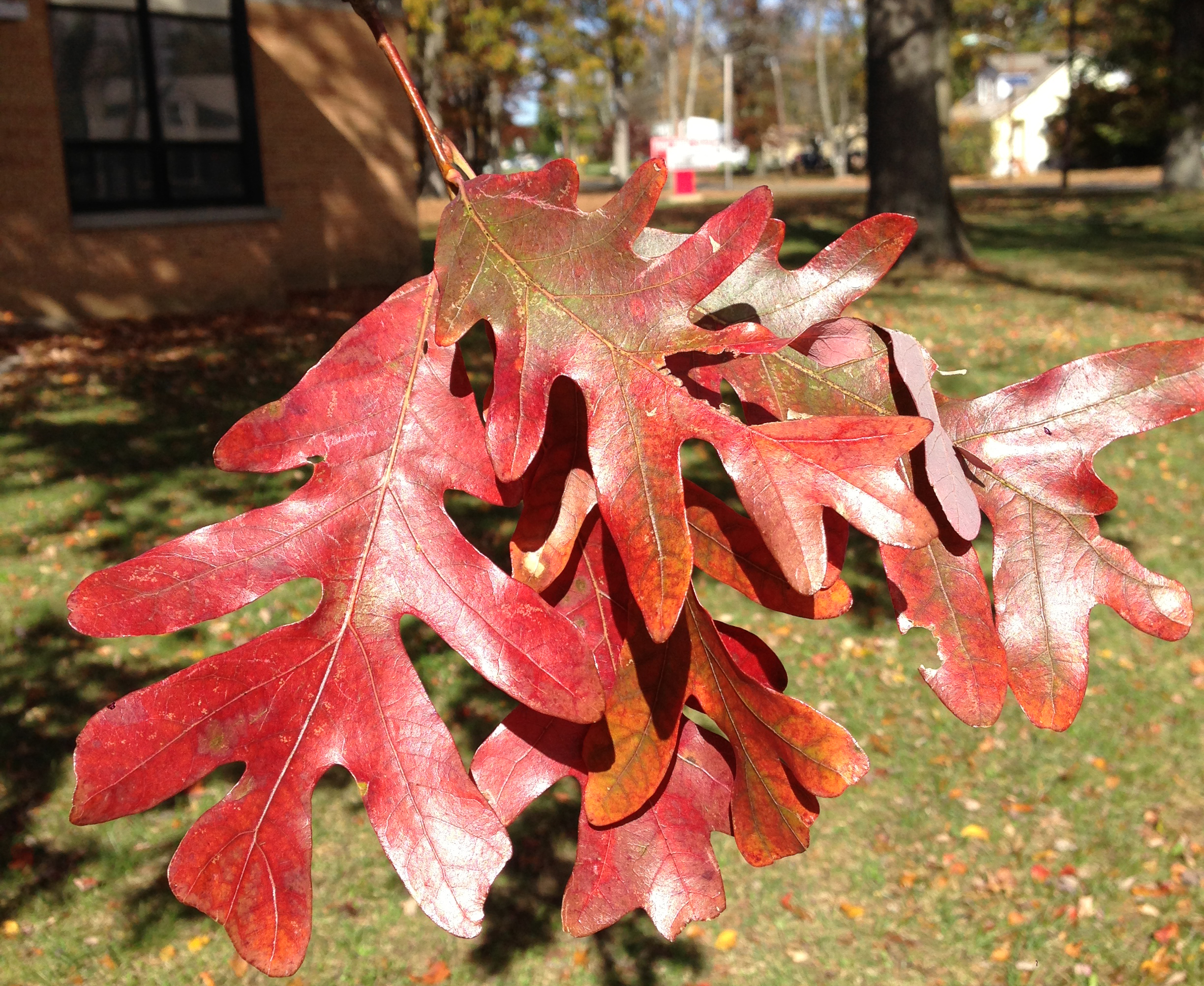
秋天時的樹葉
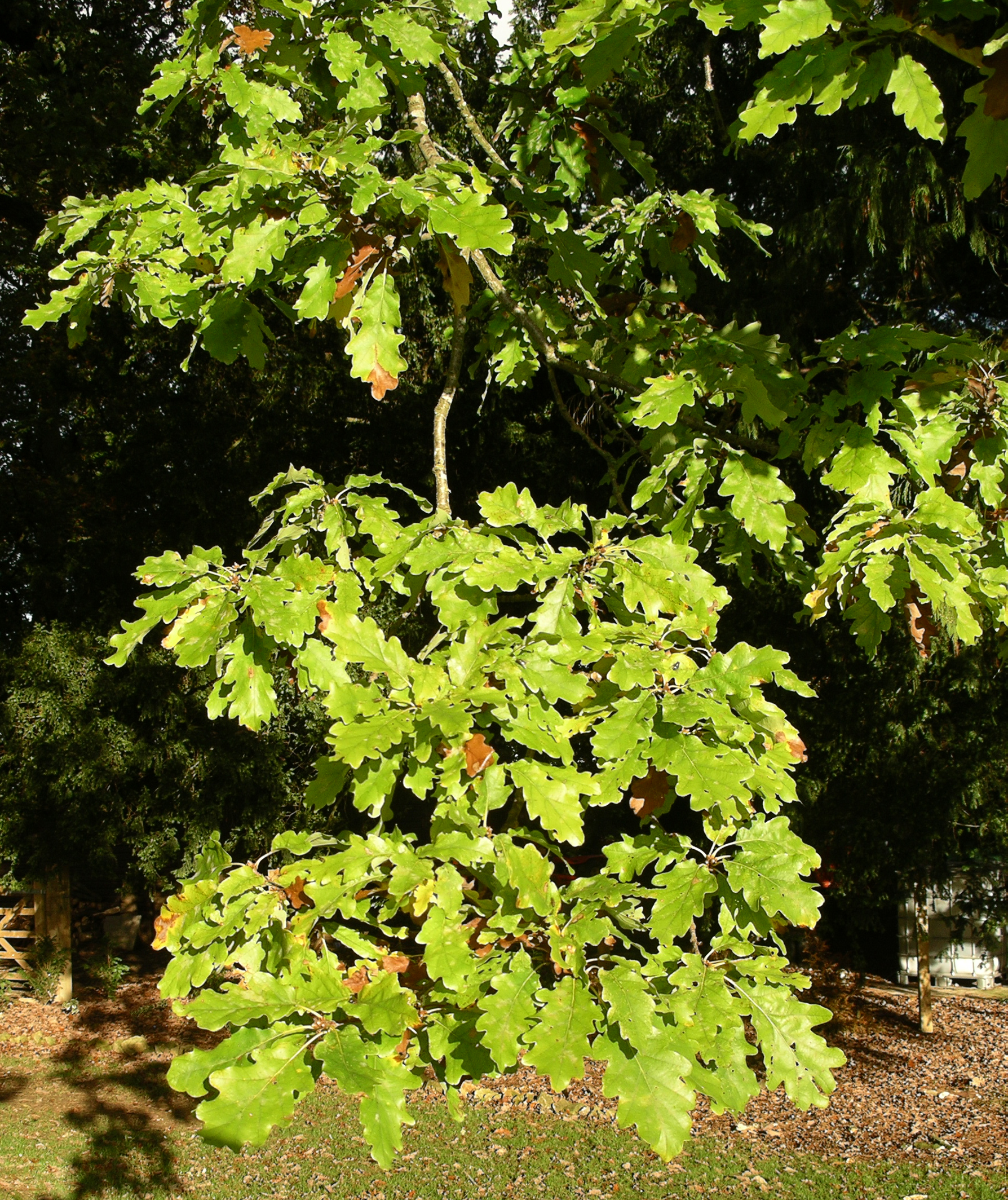
北美白橡的樹葉
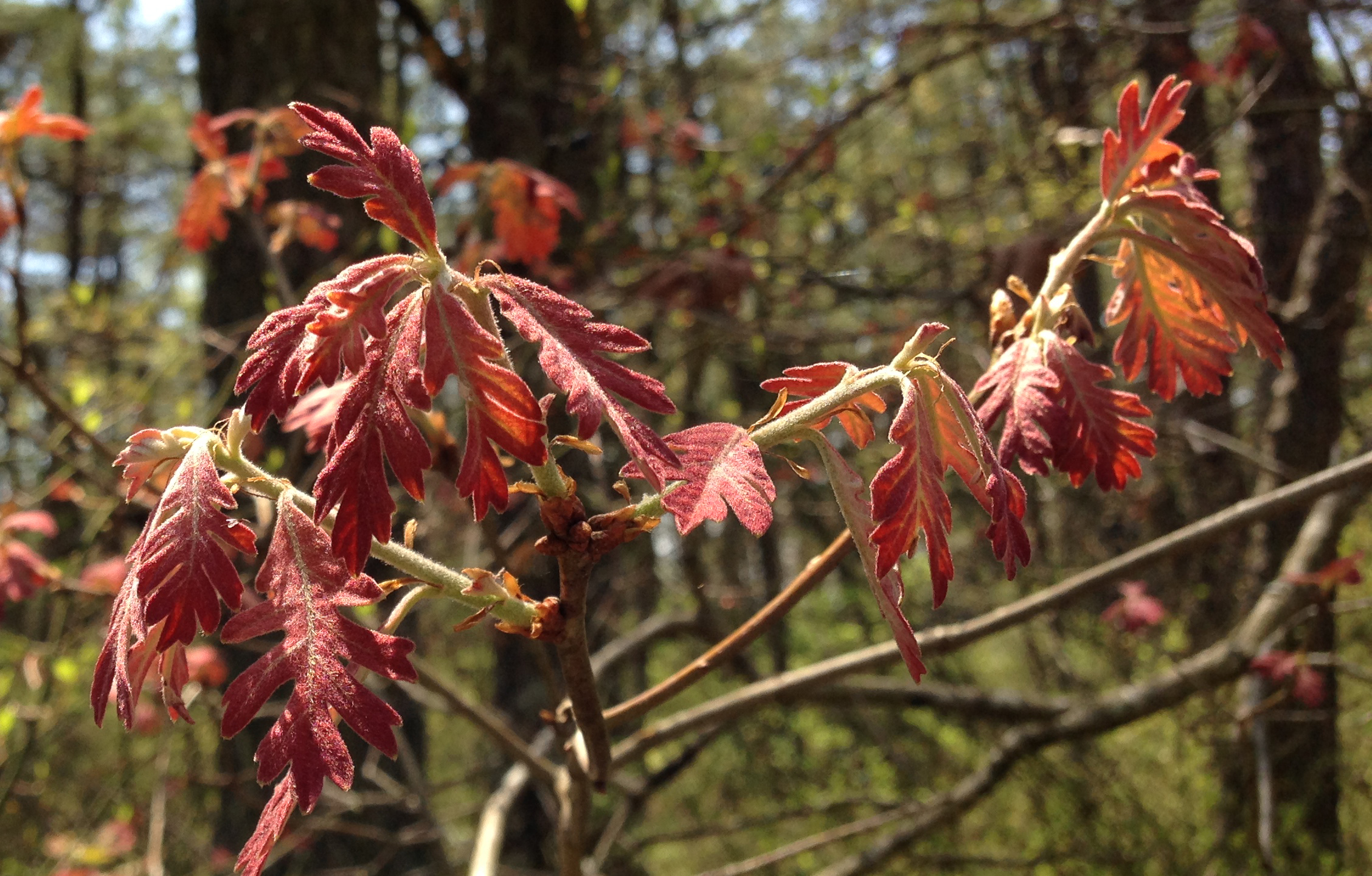
北美白橡的新葉

## 生長
北美白橡對各種環境都具有相當的耐受性，並且可以生長在山脊、山谷及山腰，寒冷(7°C)和炎熱(21°C)、乾燥(750毫米/年)和潮濕(2000毫米/年)的環境以及中度酸性和鹼性土壤中發現。在整個分佈區中北美白橡主要生長在落葉闊葉林裡，並且在分佈區中海拔150米以上的地區很少被發現，但是在阿帕拉契山脈南部海拔高達1700米的地區中仍有植株被發現。它通常構成橡樹杜鵑森林中樹冠層的部分。
在北方的北美白橡也出現在由栗橡、糖楓、灰樺、北方針櫟、北美喬松和加拿大鐵杉組成的混合林中；再往南則與大果櫟、山核桃、北美红橡、北美黑橡和北美楓香樹構成混合林。在南方的北美白橡常因地區不同的乾燥度而與各種松樹共同生長，在櫟屬物種中沼澤栗橡、南方紅橡和北美鮮紅橡更常和北美白橡構成混合林。在美國林業工作者協會的森林分類中，共有三種森林類型以北美白橡命名：北美白橡 - 北美黑橡 - 北美紅橡 （52 型）、北美白橡（53 型）和北美鵝掌楸 - 北美白橡 - 北美紅橡（59 型）。

## 生態關係

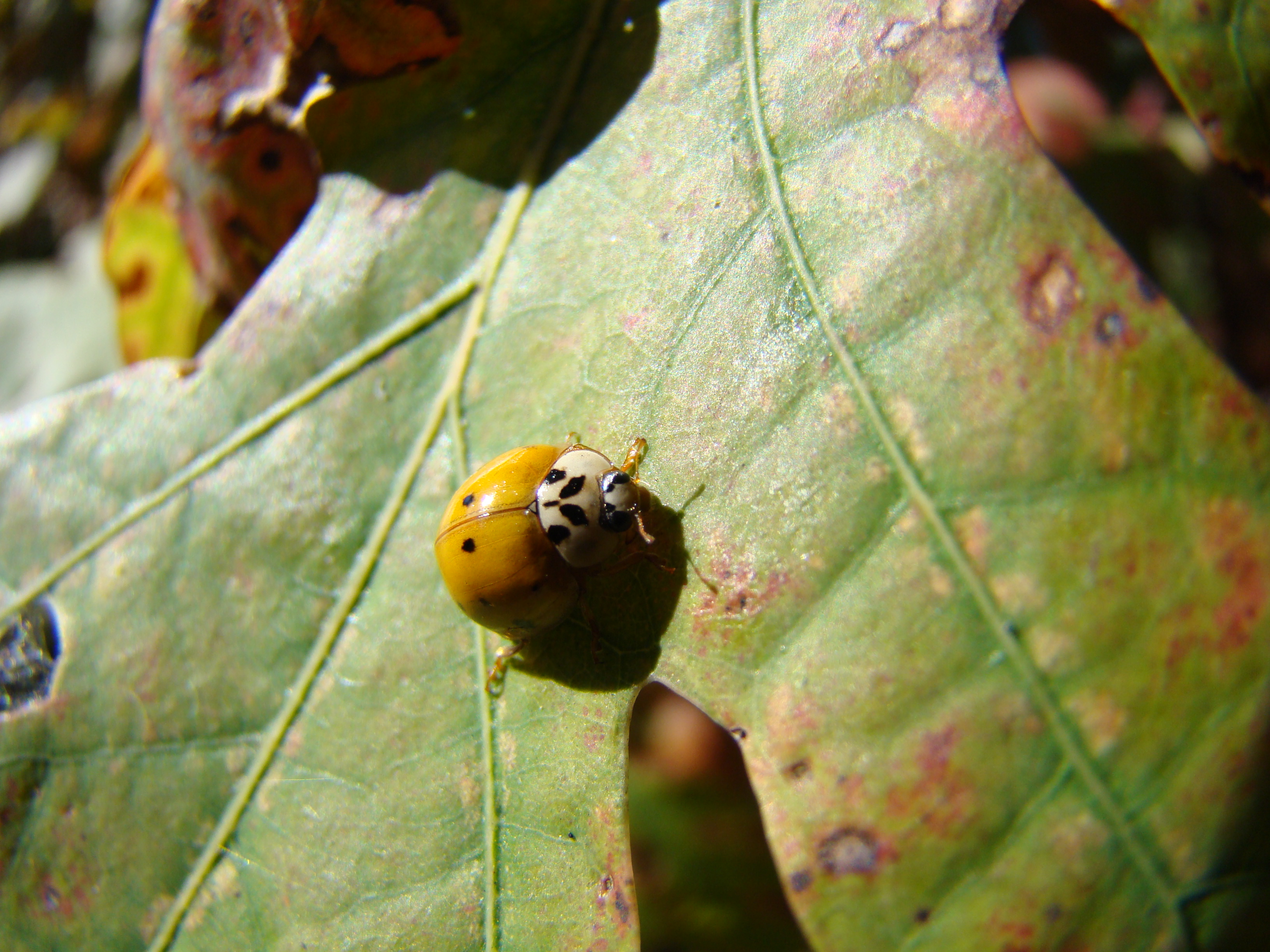
北美白橡上的異色瓢蟲

年輕的北美白橡植株可以在部分遮蔭下生長，較年長的植株則不能忍受遮蔭，而幼苗則可以在完全遮蔭處生存多年，直到有適當的光線從樹冠間灑落。北美白橡若遭遇火災，將進行強烈的萌生來減輕對植株的損害；雖然美國中部地區頻繁發生大火，阻止包括北美白橡在內的橡樹林擴展到中西部，然而移植歐洲後自然火災次數及威力的減少導致橡樹林迅速擴張到歐洲平原，對自然草原植被產生了負面影響。

### 動物
北美白橡較北美紅橡的橡子來的不苦，為珍貴的野生動物食品，特別是對於鶇、火雞、齒鶉、兔子、浣熊、松鼠、花栗鼠、林鴛鴦、環頸雉、擬八哥、紅頭啄木鳥，而灰松鼠和冠藍鴉則通過將橡子藏在地下作為儲糧來傳播著北美白橡。北美白橡是Bucculatrix luteella和Bucculatrix ochrisuffusa毛蟲中少數已知的食用植物。而東部北美白橡的幼芽及葉子成為許多白尾鹿的食物來源，到了秋冬，白尾鹿偶爾也會食用北美白橡乾的樹葉。兔子經常啃食植株的樹枝，並可能造成環狀剝皮進而使植株死亡。
北美白橡的所有部分皆會遭受各種昆蟲的侵害，從經濟價值角度來看，破壞木材的物種為重要危害。共有400種不同的昆蟲可對北美白橡造成蟲癭，包括Taphrina屬、Andricus屬、Callirhytis屬、Cecidomyia屬、Cynips屬、Disholcaspis屬和Neuroterus屬等物種。

### 真菌
北美白橡的根部區域可以發現如菱紅菇、靜生乳菇、絲膜菌屬和層腹菌屬等各種真菌。北美白橡的莖部則根據植株是否存活而有所分別，在植株活著時以猴頭菇、核盤菌屬、柔膜菌屬、Corticium屬和Strumella屬等真菌為主要危害；而在植株死亡時可以發現小菇屬、污膠鼓菌、硫色絢孔菌和貝葉多孔菌大量生長於死亡或倒塌的枝幹上。

## 系統學
北美白橡於1753年卡爾·林奈發表之《植物種誌》第二卷996頁進行首次物種描述。北美白橡為山毛櫸科櫟屬櫟亞屬之物種，並與其他白橡組所屬之橡木樹種統稱為“White oak”，在自然界中已經觀察到與來自白橡組的鐵橡、栗橡和大果櫟產生的雜交種，如北美白橡與鐵橡產生的Q . × fernowi Trelease。

## 使用

### 行道樹
北美白橡由於其生長緩慢且最終巨大而很少作為觀賞樹栽培。它不能忍受城市污染和道路鹽分，並且由於其較大的主根，因此不適合用於行道樹或停車帶、停車島。

### 木工

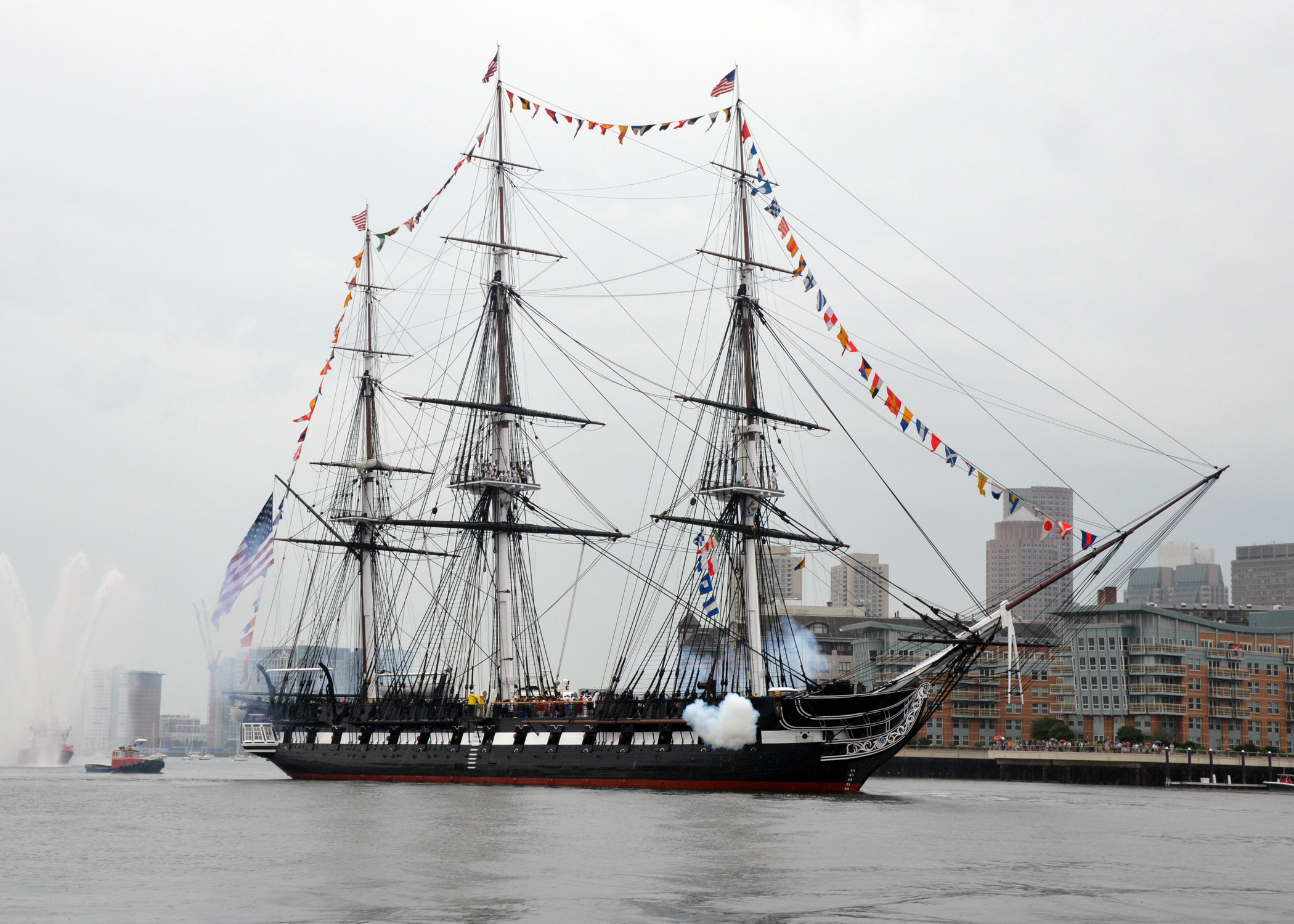
停泊在波士頓的憲法號

北美白橡具有填充細胞，使木材具有封閉的多孔結構，使其防水和防腐。由於這種特性，木桶匠可以使用北美白橡來製造葡萄酒和威士忌酒桶，因為木材具有可以防止洩漏的能力，它也用於建築、造船、農具和房屋內部裝修等用途。而原木具有突出的芒狀髓，當木材經過徑截面鋸法時會產生獨特的裝飾性射線和斑點圖案。其中經過徑截面鋸處理的北美白橡常做為古斯塔夫·斯提克利在藝術與工藝運動工匠式建築中傳道部式家具的材料。
在日本武術中，北美白橡被廣泛用於某些武器，如“木劍”和“杖”。北美白橡相對於便宜的北美紅橡，它的密度、強度、回彈力和被沖擊時斷裂的機會相對較低，因此受到重視。而憲法號護衛艦便是由北美白橡和維吉尼亞橡樹製成，賦予了船艦對加農炮更多的抵抗力；而美國海軍水戰中心起重機處為了滿足用於重構木材的北美白橡零件所種植之特殊用橡樹樹林，更被該機關起重機師稱為“憲法樹林” 。

### 樂器
迪林班卓琴公司使用北美白橡製作了數種五弦的班卓琴，包括the Vega series系列、the White Lotus系列和40週年限量紀念品。與較傳統使用的楓木相比，北美白橡具有優美的音色，且仍具有足夠的力道和突出度，而不需要使用金屬音環。

### 橡木桶
北美白橡製成的木桶通常用於葡萄酒的橡木陳釀，其中木材特色為具有強烈的風味。而且根據美國聯邦法規，波本威士忌必須在燒焦的新橡木桶（通常專門指北美白橡木桶）中陳釀
。

## 化學
北美白橡發現含有吉非替尼（Grandinin）/ 橡木丹寧E（roburin E）、栗木鞣花素（castalagin）/ 橡木鞣花素（vescalagin）、沒食子酸、沒食子酸苷（glucogallin）和瓦龍酸雙内酯（Valoneic acid dilactone）、monogalloyl glucose、1,6-Digalloyl glucose、trigalloyl glucose、ellagic acid rhamnose、檞皮苷和鞣花酸等天然酚。

## 文獻
- . World Checklist of Selected Plant Families (WCSP). Royal Botanic Gardens, Kew –The Plant List.
- . Flora of North America (FNA) (Missouri Botanical Garden) –eFloras.org.
- . . Missouri Botanical Garden.   [2016-02-03] –Tropicos.org.
- Distribution Map, Quercus alba （页面存档备份，存于） at Flora of North America, eFloras.org.
- . Natural Resources Conservation Service PLANTS Database. USDA.   [2018-07-11] （英语）.
- Vanderbilt University: Quercus alba images （页面存档备份，存于）
- Tropicos.org. Missouri Botanical Garden: Quercus alba L. images （页面存档备份，存于）
- Chattooga Conservancy. The Ecology of the White Oak （页面存档备份，存于）

1. ↑  Kenny, L.; Wenzell , K. . The IUCN Red List of Threatened Species. 2015, 2015: e.T194051A2295268  [2020-04-11]. doi:10.2305/IUCN.UK.2015-4.RLTS.T194051A2295268.en .
2. ↑  . World Checklist of Selected Plant Families (WCSP). Royal Botanic Gardens, Kew –The Plant List.
3. ↑  .   [2021-01-01]. （原始内容存档于2020-12-02）.
4. ↑  . County-level distribution map from the North American Plant Atlas (NAPA) (Biota of North America Program (BONAP)). 2014.
5. 1 2 3 4 5  Keeler, Harriet L. . New York: Charles Scribner's Sons. 1900: 328–332. ISBN 0-87338-838-0.
6. ↑  Encyclopedia, West Virginia. . www.wvpublic.org.   [2020-07-29]. （原始内容存档于2019-09-24） （英语）.
7. ↑  . Special Collections. National Agricultural Library. 2002-06-12. （原始内容存档于2002-06-12）.
8. ↑  . The Historical Society of Somerset Hills.   [2016-06-29]. （原始内容存档于2018-09-01）.
9. ↑  Nutt, Amy Ellis. . The Washington Post. 2016-06-27  [2016-06-29]. （原始内容存档于2021-09-22）.
10. ↑  Hutchinson, Dave. . 2017-04-24  [2018-10-09]. （原始内容存档于2019-02-09）.
11. ↑  Tirmenstein, D. A. (1991). "Quercus alba" （页面存档备份，存于）. Fire Effects Information System (FEIS). US Department of Agriculture (USDA), Forest Service (USFS), Rocky Mountain Research Station, Fire Sciences Laboratory. Retrieved 2013-05-08 – via Fire Effects Information System (FEIS) （页面存档备份，存于）
12. 1 2 3 4 5 6 7 8 9  Nixon, Kevin C. . Flora of North America (FNA) 3 (Missouri Botanical Garden) –eFloras.org.
13. ↑  Niche Timbers White Oak 的存檔，存档日期2008-10-13.
14. ↑  The Natural Communities of Virginia Classification of Ecological Community Groups (Version 2.3), Virginia Department of Conservation and Recreation, 2010 的存檔，存档日期2011-01-05.
15. ↑  Schafale, M. P. and A. S. Weakley. 1990. Classification of the natural communities of North Carolina: third approximation. North Carolina Natural Heritage Program, North Carolina Division of Parks and Recreation.
16. ↑  F. H. Eyre (Hrsg.): Forest cover types of the United States and Canada. Society of American Foresters, Washington, DC. 1980, 148 S. Zitiert in Rogers (1990)
17. ↑  Abrams, Marc D. . BioScience. May 1992, 42 (5): 346–353. ISSN 0006-3568. JSTOR 1311781. S2CID 56082217. doi:10.2307/1311781 （英语）.
18. 1 2  Houston, David R. 1971. Noninfectious diseases of oaks. In: Oak symposium: Proceedings; 1971 August 16–20; Morgantown, WV. Upper Darby, PA: U.S. Department of Agriculture, Forest Service, Northeastern Forest Experiment Station: 118-123. [9088]
19. ↑  Van Lear, David H.; Johnson, Von J. 1983. Effects of prescribed burning in the southern Appalachian and upper Piedmont forests: a review. Forestry Bull. No. 36. Clemson, SC: Clemson University, College of Forest and Recreation Resources, Department of Forestry. 8 p. [11755]
20. 1 2  M. Mellinger: The Ecology of the White Oak. In: Chattooga Quarterly. Chattooga Conservancy, 2000, S. 7–8. Online(Memento vom 1. Februar 2014 im Internet Archive)
21. ↑  Carl von Linné: Species plantarum, 2, 1753, S. 996. Eingescannt bei botanicus.org. （页面存档备份，存于）
22. ↑  Nixon, Kevin C. . Flora of North America (FNA) 3 (Missouri Botanical Garden) –eFloras.org.
23. ↑  1973-, Betjemann, Peter J. . Charlottesville: University of Virginia Press. 2011: 159. ISBN 9780813931692. OCLC 785943089.
24. ↑  . San Francisco National Maritime Park Association.   [2011-07-24]. （原始内容存档于2021-02-08）.
25. ↑  D. Sogg "White Wines, New Barrels: The taste of new oak gains favor worldwide （页面存档备份，存于）" Wine Spectator July 31, 2001
26. ↑  . Ecfr.gpoaccess.gov.   [2013-06-21]. （原始内容存档于2012-08-17）.
27. ↑  Analysis of oak tannins by liquid chromatography-electrospray ionisation mass spectrometry. Pirjo Mämmelä, Heikki Savolainen, Lasse Lindroos, Juhani Kangas and Terttu Vartiainen, Journal of Chromatography A, Volume 891, Issue 1, 1 September 2000, Pages 75-83, doi:10.1016/S0021-9673(00)00624-5